# Charpont
Charpont ist eine französische Gemeinde mit 638 Einwohnern (Stand: 1. Januar 2022) im Département Eure-et-Loir in der Region Centre-Val de Loire; sie gehört zum Arrondissement Dreux und zum Kanton Dreux-2.

## Geographie
Charpont liegt etwa 28 Kilometer nordnordwestlich von Chartres und etwa 69 Kilometer westsüdwestlich von Paris an der Eure. Umgeben wird Charpont von den Nachbargemeinden Écluzelles im Norden, Mézières-en-Drouais im Norden und Nordosten, Ouerre im Osten, Villemeux-sur-Eure im Süden und Südosten, Le Boullay-Mivoye im Süden und Südwesten sowie Marville-Moutiers-Brûlé im Westen und Südwesten.

## Bevölkerungsentwicklung
| 1962                       | 1968 | 1975 | 1982 | 1990 | 1999 | 2006 | 2018 |
| -------------------------- | ---- | ---- | ---- | ---- | ---- | ---- | ---- |
| 206                        | 221  | 250  | 323  | 454  | 491  | 536  | 631  |
| Quellen: Cassini und INSEE |      |      |      |      |      |      |      |

## Sehenswürdigkeiten

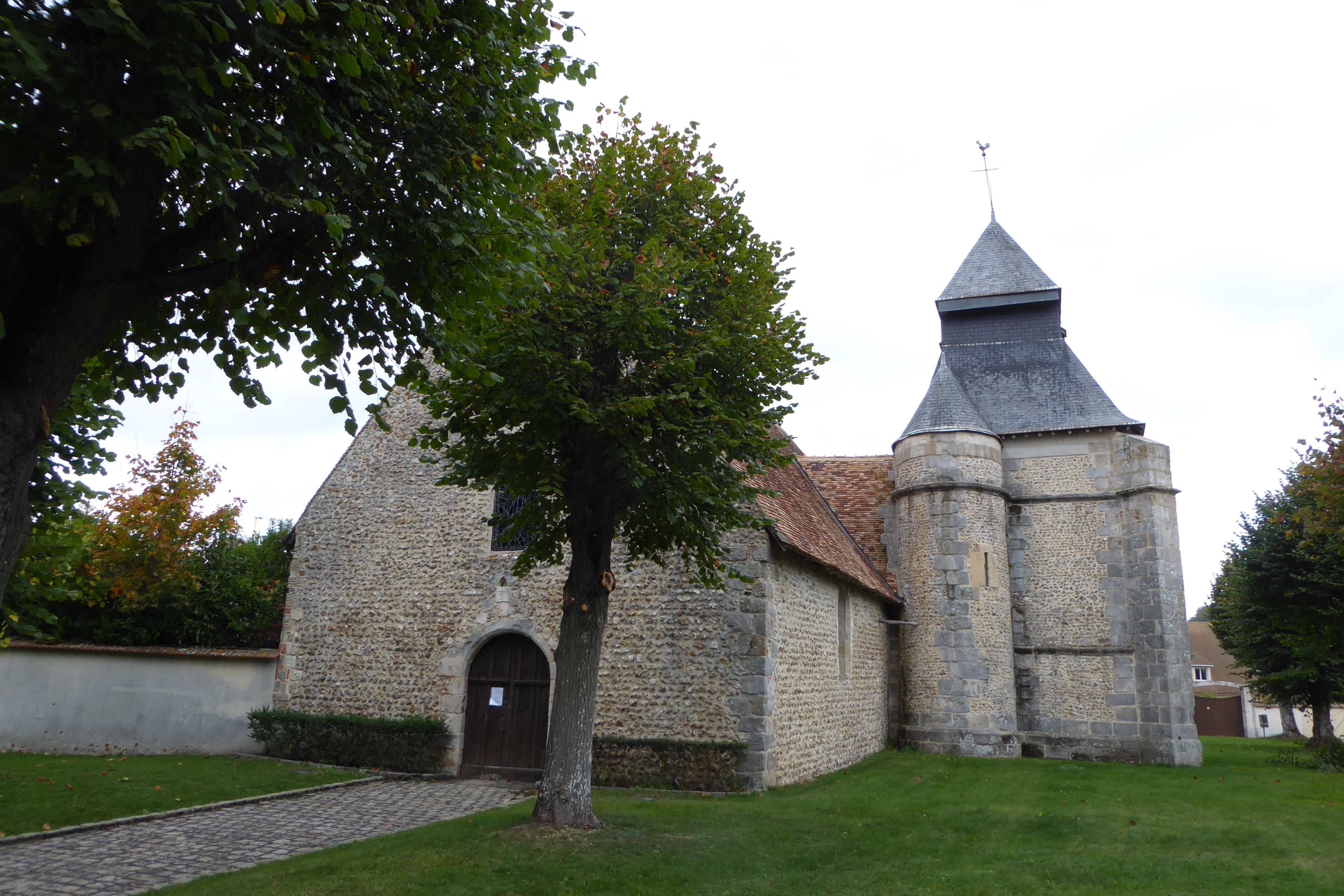
Kirche Saint-Hilaire

- Kirche Saint-Hilaire
- Kunstmuseum